# Magnus Rueping
Magnus Albert Rueping (* 17. Juli 1972 in Telgte) ist ein deutscher Chemiker (Organische Chemie, Organische Synthese).

## Leben und Wirken
Rueping studierte Chemie an der TU Berlin, am Trinity College Dublin und promovierte 2002 an der ETH Zürich bei Dieter Seebach mit seiner Dissertation: Synthesis, structural and biological aspects of oligo(3-hydroxybutanoates) and of β- and γ-peptides. Anschließend forschte er als Post-Doktorand bei David A. Evans an der Harvard University. 2004 erhielt Rueping eine C3-Professur an der Goethe-Universität Frankfurt am Main und wurde 2008 als Universitätsprofessor für Organische Chemie an die RWTH Aachen. Im Sommer 2019 wechselte er an die King Abdullah University of Science and Technology (KAUST) 
in Saudi-Arabien.

## Ehrungen
Rueping erhielt 2008 den Chemie-Preis der Akademie der Wissenschaften zu Göttingen „für richtungsweisende Arbeiten zur enantioselektiven biomimetischen Hydrierung und des Einsatzes von chiralen Brønstedsäuren in der Synthese von Hetero- und Carbocyclen sowie der direkten C-C-Bindungsbildung unter C-H-Funktionalisierung“ (Laudatio). Im Jahr 2008 erhielt er den ORCHEM-Preis für seine „Beiträge zur Organokatalyse, insbesondere seine Arbeiten zur enantioselektiven Brønsted-Säure-Katalyse“ (Laudatio).
Darüber hinaus erhielt Rueping zweimal eine Auszeichnung des European Research Council (ERC), zunächst den ERC Starting Grant, der an Nachwuchswissenschaftler zwei bis sieben Jahre nach der Promotion vergeben wird, und 2014 den ERC Consolidator Grant.

## Schriften (Auswahl)
- mit D. A. Evans, C. W. Downey u. a.: A new copper acetate-bis (oxazoline)-catalyzed, enantioselective Henry reaction, Journal of the American Chemical Society, Band 125, 2003, S. 12692–12693
- mit E. Sugiono, C. Azap, T. Theissmann, M. Bolte: Enantioselective Brønsted acid catalyzed transfer hydrogenation: organocatalytic reduction of imines, Organic Letters, Band 7, 2005, S.  3781–3783
- mit A. Antonchick, T. Theissmann: A highly enantioselective Brønsted acid catalyzed cascade reaction: organocatalytic transfer hydrogenation of quinolines and their application in the synthesis of alkaloids, Angewandte Chemie International Edition, Band 45, 2006, S. 3683–3686
- mit B. J. Nachtsheim: A review of new developments in the Friedel–Crafts alkylation–From green chemistry to asymmetric catalysis, Beilstein Journal of Organic Chemistry, Band 6, 2010, S. 6
- mit C. M. R. Volla, I. Atodiresei: Catalytic C–C bond-forming multi-component cascade or domino reactions: Pushing the boundaries of complexity in asymmetric organocatalysis, Chemical Reviews, Band 114, 2013, S. 2390–2431
- mit D. Parmar, E. Sugiono, S. Raja: Complete field guide to asymmetric BINOL-phosphate derived Brønsted acid and metal catalysis: history and classification by mode of activation; Brønsted acidity, hydrogen bonding, Ion pairing, and metal phosphates, Chemical Reviews, Band 114, 2014, S. 9047–9153
- mit Dixit Parmar, Erli Sugiono: Asymmetric Brønsted acid catalysis, Wiley-VCH 2016